# So Wrong, It's Right
So Wrong, It's Right é o segundo álbum de estúdio da banda de pop punk americana All Time Low, lançado pela Hopeless Records em 25 de Setembro de 2007. A banda começou a gravá-lo em 18 de Abril de 2007, com o produtor Matt Squire.
A música "Dear Maria, Count Me In" foi lançada em 3 de Julho de 2007 para ser ouvida no site www.altpress.com/media, estava disponível na Warped Tour 2007. Em 24 de Julho de 2007 "Dear Maria" foi posta à venda no iTunes. Mais tarde foi lançada em pré-venda em 18 de Setembro de 2007.
"Six Feet Under the Stars" foi o primeiro single do álbum, com "Dear Maria, Count Me In" sendo o segundo. O terceiro single do álbum, "Poppin' Champagne",  foi lançado em 8 de Agosto de 2008, junto a um video clipe. A música teve seu nome alterado para o lançamento do single devido à palavra 'Champagne' presente em seu nome, sendo conhecida somente por Poppin'. Uma versão de luxo foi lançada pelo iTunes em 19 de Julho de 2008.
"Remembering Sunday", tem a participação nos vocais de Juliet Simms de Automatic Loveletter.
Em sua primeira semana o álbum vendeu 14,200 cópias. Por volta de 12 de Julho de 2008 já havia vendido em torno de 105,000 cópias nos EUA. Na parte de trás do Cd, um aviso diz "unauthorized duplicators will have their homes burned to the ground by the band" (Copiadores não autorizados terão suas casas queimadas até o chão pela banda).
A música "Come One, Come All" foi utilizada em um episódio do drama jovem Degrassi: The Next Generation.
A música "This is How We Do" esteve em uma montagem de jogos de futebol jogados durante 1º de NOvembro de 2008. De qualquer jeito, isso é creditado à "Our Time Now", da banda Plain White T's (?).

## Faixas
1. "This Is How We Do" – 2:29
2. "Let It Roll" – 3:00
3. "Six Feet Under the Stars" – 3:36
4. "Holly (Would You Turn Me On?)" – 3:52
5. "The Beach" – 3:01
6. "Dear Maria, Count Me In" – 3:02
7. "Shameless" –  3:41
8. "Remembering Sunday" (com Juliet Simms) – 4:16
9. "Vegas" – 2:49
10. "Stay Awake (Dreams Only Last for a Night)" – 3:34
11. "Come One, Come All" – 3:32
12. "Poppin' Champagne" – 3:19

### Faixas bónus
1. "Break Out! Break Out!" - 3:05 (Acoustic) [Japanese Bonus Track]
2. "Stay Awake (Dreams Only Last for a Night)" - 3:36 (Acoustic) [Japanese Bonus Track]

### iTunes deluxe edition
1. "Poppin'" - 3:05 (Video Mix)
2. "Dear Maria, Count Me In" - 3:26 (Connect Sets Acoustic)
3. "Six Feet Under the Stars" - 3:24 (Acoustic)
4. "Let It Roll" - 3:25 (Connect Sets Acoustic)
5. "Stay Awake (Dreams Only Last for a Night)" - 3:36 (Acoustic)
6. "Dear Maria, Count Me In" - 3:05 (Music video)
7. "Six Feet Under the Stars" - 3:42 (Music video)